# 2 september
2 september is de 245ste dag van het jaar (246ste dag in een schrikkeljaar) in de Gregoriaanse kalender. Hierna volgen nog 120 dagen tot het einde van het jaar.

## Gebeurtenissen
- Algemeen
  - 1645 - Eerstesteenlegging voor de Sael van Oranje, dat later zou uitgroeien tot Paleis Huis ten Bosch.
  - 1666 - Grote brand van Londen waarbij een groot gedeelte van Londen afbrandt.
  - 1975 - Nadat vijf dagen eerder de zenders uit de MV Norderney zijn verwijderd, wordt het beslag op het schip opgeheven. Eigenaar van het schip wordt de Veronica Omroep Organisatie welke in eerste instantie een zeezendermuseum wilde openen aan boord van het voormalige zendschip.
  - 1975 - De Aktiegroep Nieuwmarkt bezet het kantoor van de Bond van Nederlandse Architecten (BNA) aan de Keizersgracht in Amsterdam, om de bouw te voorkomen van een complex aan de Nieuwe Amstelstraat met winkels, horeca, een museum voor architectuur en een nieuw hoofdkantoor voor de BNA.
  - 1990 - Het Verdrag inzake de Rechten van het Kind, goedgekeurd op 20 november 1989, wordt van kracht.
  - 1990 - In Canada maakt het leger na 54 dagen een einde aan een barricadeactie van Mohawkindianen die protesteerden tegen de aanleg van een golfbaan in hun reservaat.
  - 1998 - De Swissair vlucht 111 van New York naar Genève stort neer nabij Peggy's Cove in Nova Scotia. Alle 229 inzittenden komen om.
  - 2021 - Na 39 jaar brengt de Zweedse band ABBA een nieuw album uit. In Stockholm worden de twee nieuwe nummers I Still Have Faith in You en Don't Shut Me Down gepresenteerd. Het album met de titel Voyage wordt uitgebracht op 5 november 2021. Ook wordt bekend dat de band een gelijknamige concertreeks gaat geven in Londen, waar de bandleden in de vorm van hologrammen, zogeheten 'ABBA-tars', te zien zullen zijn.[1][2]
- Criminaliteit en veiligheid
  - 1989 - Uit woede over de kritische berichtgeving over de drugshandel in Colombia voert het Medellínkartel een bomaanslag uit op het redactiegebouw van de krant El Espectador.
- Oorlog
  - 31 v.Chr. - Slag bij Actium: Octavianus verslaat de Romeinse vloot van Marcus Antonius en Cleopatra VII.
  - 1192 – Ontmoeting tussen Richard Leeuwenhart en de veldheer Saladin tijdens de Derde Kruistocht.
  - 1939 - Ingebruikname van Stutthof, het eerste concentratiekamp dat door de nazi's buiten Duitsland werd gebouwd.
  - 1944 - Tweede Wereldoorlog: de geallieerde troepen trekken België binnen.
  - 1944 - Tweede Wereldoorlog: Anne Frank en haar familie worden op de laatste transporttrein van Kamp Westerbork naar Auschwitz gezet. Drie dagen later komen ze aan.
  - 1945 - Tweede Wereldoorlog: het officiële einde van de oorlog met de overgave van Japan.
- Media
  - 2019 - Na de flops van RTL Late Night met Humberto Tan en Twan Huys, begint Beau van Erven Dorens met zijn latenighttalkshow Beau.
- Politiek
  - 421 - Keizer Constantius III overlijdt na een regeerperiode van 7 maanden, er ontstaat een machtsvacuüm in het West-Romeinse Rijk.
  - 1938 - De Republiek Hatay verklaart zich onafhankelijk van het door Frankrijk bestuurde Syrië.
  - 1945 - De Democratische Republiek van Vietnam verklaart zich onafhankelijk van Unie van Indochina.
  - 1952 - Het kabinet-Drees II volgt het kabinet-Drees I op.
  - 1967 - De oprichting van de micronatie Sealand. Het land heeft per 2013 meer dan 50 paspoort houders.
  - 1977 - President Kenneth Kaunda van Zambia dreigt met aftreden als het land een "natie van luilakken" blijft.
  - 1991 - Onafhankelijkheidsverklaring van de republiek Nagorno-Karabach, die internationaal nog niet erkend is.
- Recreatie
  - 1979 - In het Disneyland Park te Anaheim opent de achtbaan Big Thunder Mountain Railroad
  - 2008 - Madonna in Amsterdam Arena met haar Sticky & Sweet Tour.
- Religie
  - 909 – Stichting van de Abdij van Cluny in Bourgogne.
  - 1967 - Doop van prins Willem-Alexander der Nederlanden in de Grote of Sint Jacobskerk in Den Haag.
- Sport
  - 1920 - België wint goud op de Olympische spelen te Antwerpen in het voetbal.
  - 1956 - Het allereerste doelpunt in de pas opgerichte Eredivisie komt op naam van Tonny van der Linden van DOS in de wedstrijd tegen Sparta.
  - 1972 - DDR-sprintatlete Renate Stecher scherpt bij de Olympische Spelen in München het wereldrecord op de 100 meter aan tot 11,07 seconden.
  - 1973 - De Nederlandse mannenhockeyploeg wint in het Wagener-stadion het wereldkampioenschap hockey door in de finale India na strafballen te verslaan.
  - 1990 - In Utsunomiya (Japan) wordt de Belg Rudy Dhaenens wereldkampioen wielrennen op de weg. Tweede is zijn landgenoot en ploegmaat Dirk De Wolf.
  - 1994 - Wielrenner Miguel Indurain verbetert in Bordeaux het ruim vier maanden oude werelduurrecord van Graeme Obree (52,713 kilometer) en brengt het op 53,040 km.
  - 1999 - Michael Klim verbetert in Canberra het wereldrecord op de 100 meter vlinderslag kortebaan (25 meter) tot 50,99.
  - 2000 - Het Nederlands voetbalelftal begint de kwalificatiereeks voor het WK voetbal 2002 met een gelijkspel (2-2) tegen Ierland. Het is de eerste wedstrijd onder leiding van bondscoach Louis van Gaal, die twee spelers laat debuteren: Arnold Bruggink en Wilfred Bouma, beiden van PSV.
  - 2006 - Het Nederlands voetbalelftal boekt een benauwde 0-1-overwinning uit tegen het zwakke Luxemburg.
  - 2007 - Justin Wilson wint op TT-Circuit Assen de eerste Dutch Champ Car Grand Prix, tweede wordt de Belg Jan Heylen en derde wordt de Braziliaan Bruno Junqueira.
  - 2011 - Het Nederlands voetbalelftal behaalt zijn grootste overwinning door in Eindhoven San Marino met 11-0 te verslaan.

- Wetenschap en technologie
  - 1939 - In de Citroënfabriek in Frankrijk rolt de eerste 2pk van de band.
  - 2016 - Ruimtesonde Rosetta van ESA ontdekt na bijna 2 jaar de vermiste lander Philae op de komeet 67P/Churyumov-Gerasimenko.[3]
  - 2021 - De ruimterobot Perseverance van de Amerikaanse ruimtevaartorganisatie NASA neemt succesvol een monster van een steen op de planeet Mars.
  - 2022 - Russisch kosmonauten Oleg Artemjev en Denis Matvejev maken een ruimtewandeling van zo'n 7 uur buiten het ISS voor werk aan onder meer de European Robotic Arm en de Strela kraan.[4]
  - 2023 - Lancering van de Polar Satellite Launch Vehicle (PSLV) raket van Indian Space Research Organisation (ISRO) vanaf Satish Dhawan Space Centre voor de Aditya-L1 missie met de gelijknamige observatiesatelliet die verschillende fysische processen op de Zon en de eventuele effecten van deze processen op de Aarde.[5]
  - 2023 - Lancering van een Falcon 9 raket van SpaceX vanaf Vandenberg Space Force Base SLC-4E voor de Transport & Tracking Layer (Tranche 0, Flight 2) missie met 13 satellieten voor United States Space Force Space Development Agency met militaire communicatie- en observatiedoeleinden.[6]

## Geboren

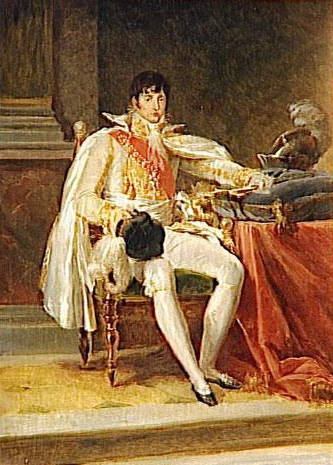
Lodewijk Napoleon Bonaparte
geboren in 1778

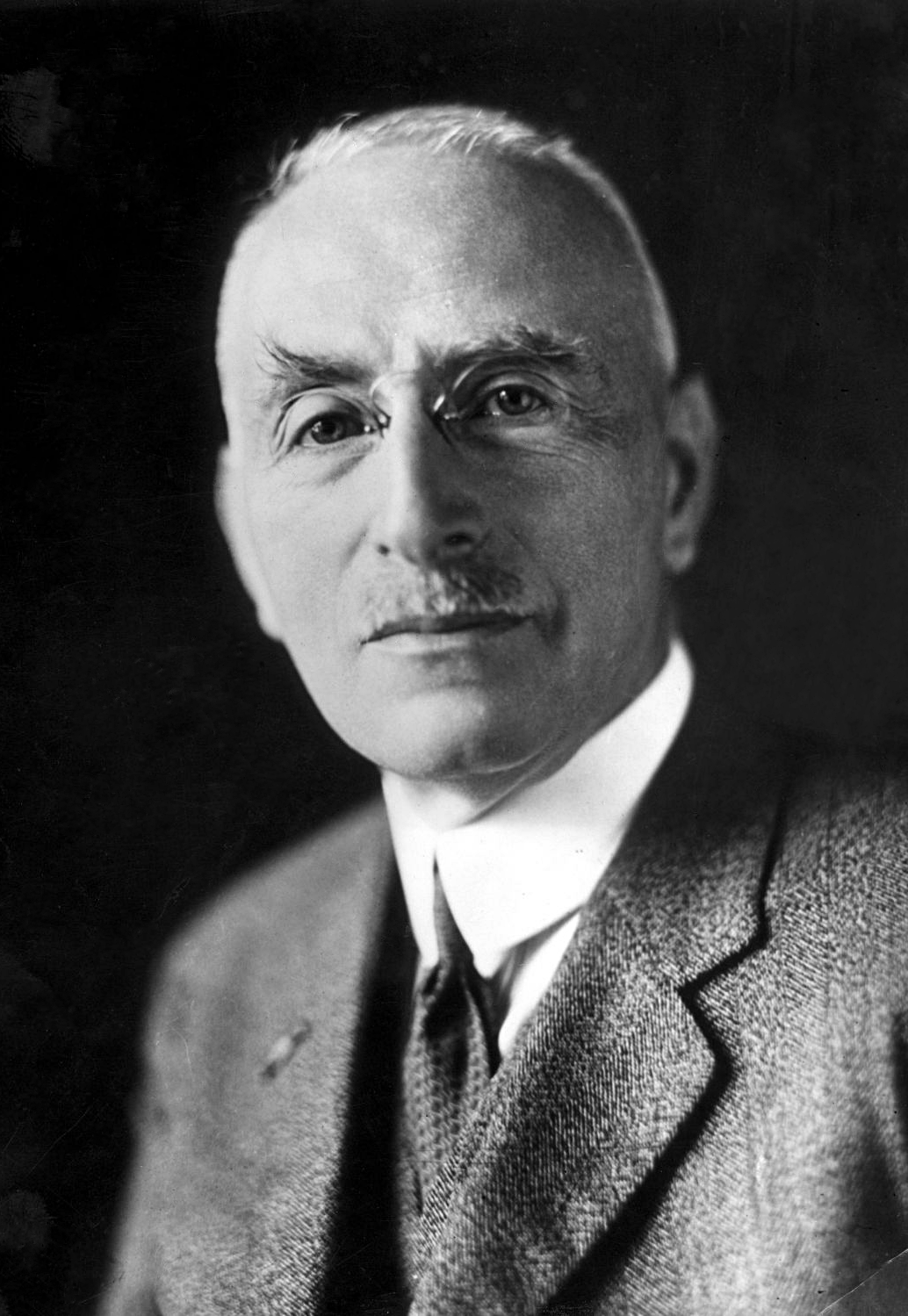
Lodewijk Ernst Visser
geboren in 1871

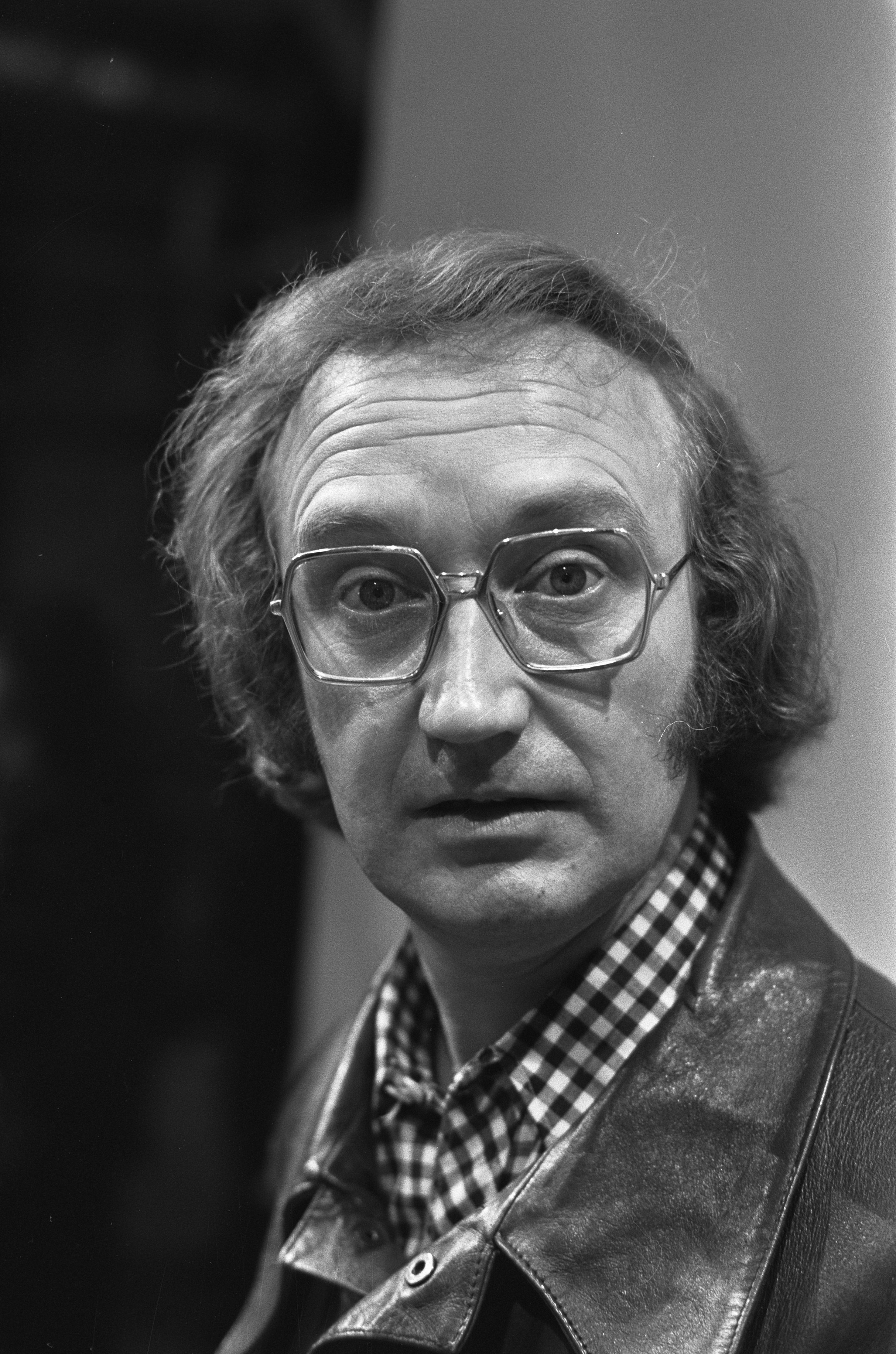
IJf Blokker
geboren in 1930

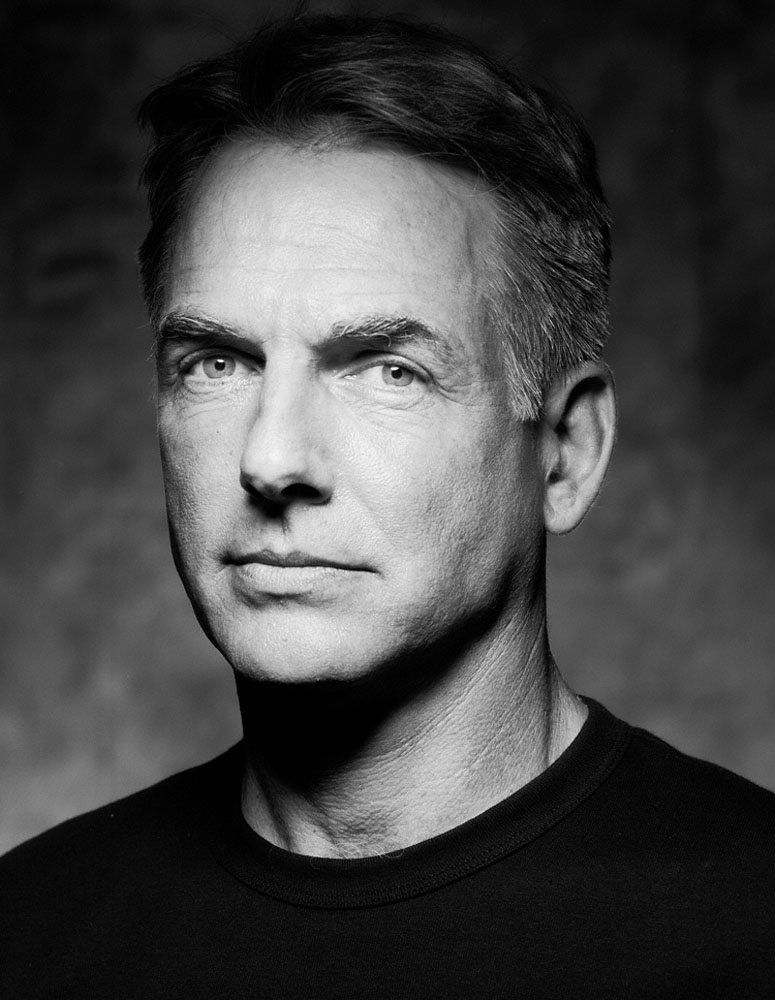
Mark Harmon
geboren in 1951

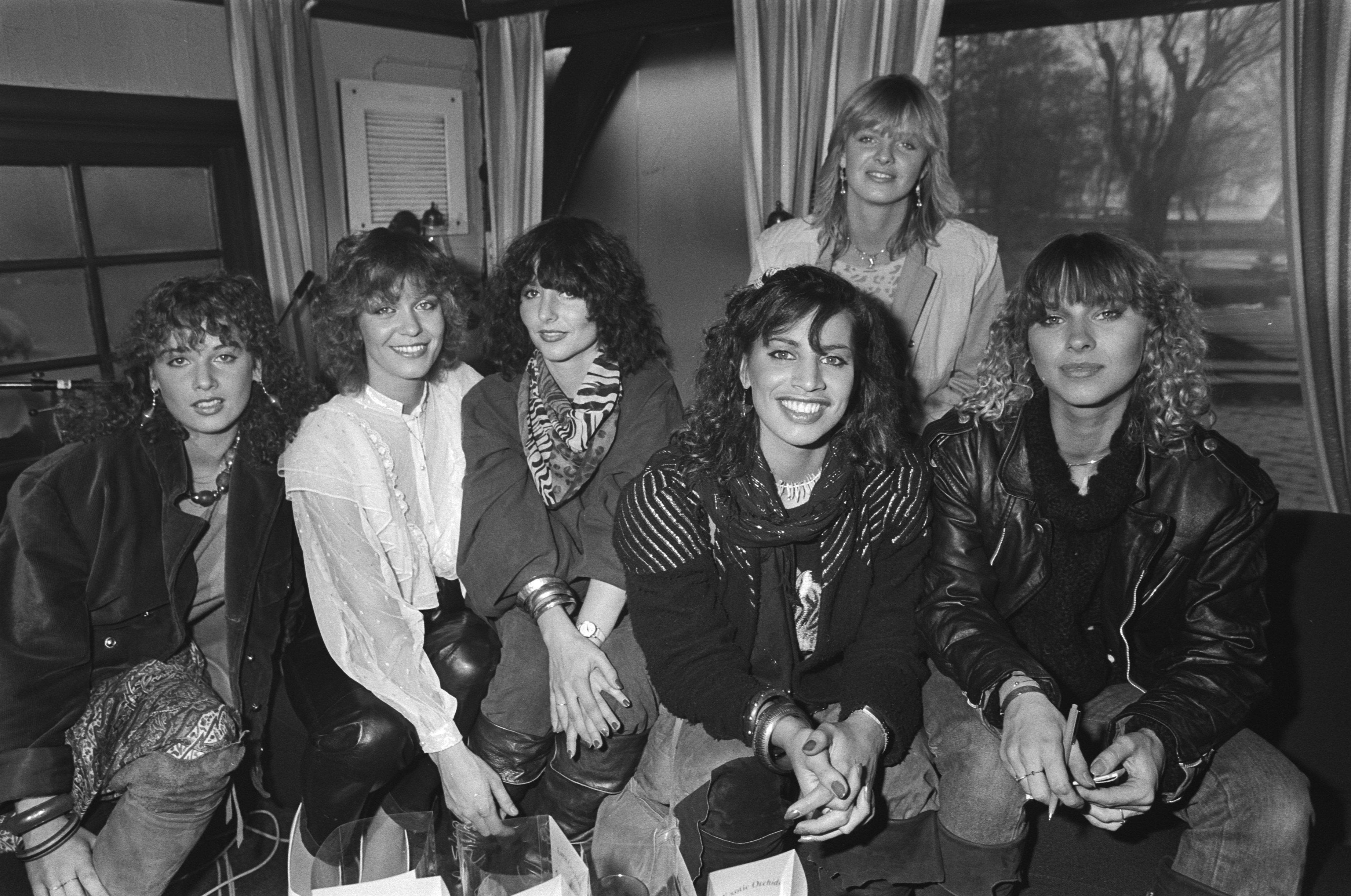
Esther Oosterbeek (derde van rechts)
geboren in 1959

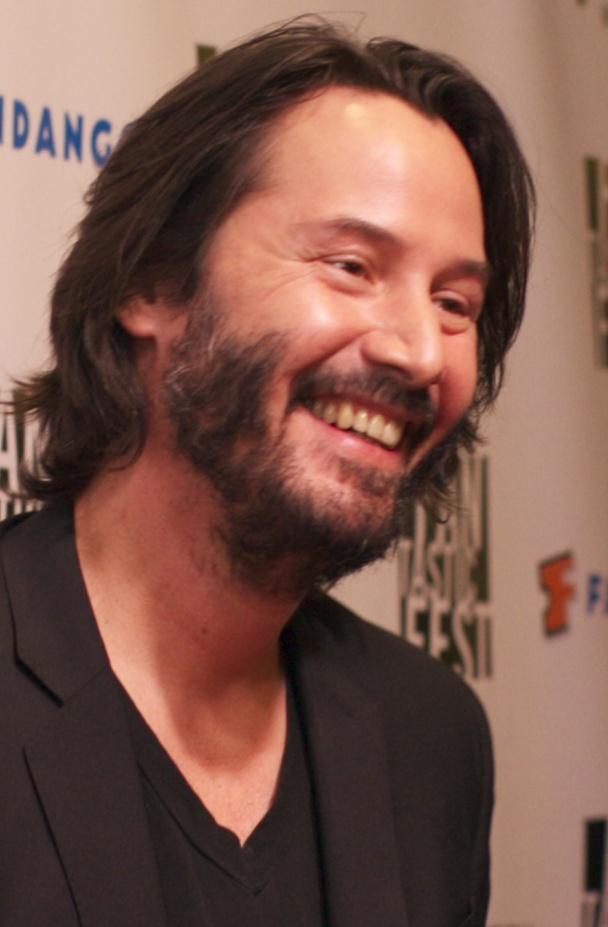
Keanu Reeves
geboren in 1964

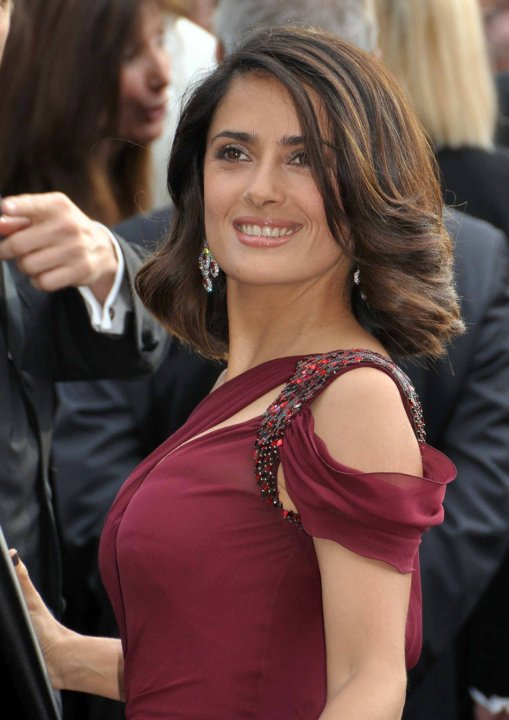
Salma Hayek
geboren in 1966

- 1548 - Vincenzo Scamozzi, Italiaans architect (overleden 1616)
- 1661 - Georg Böhm, Duits componist en organist (overleden 1733)
- 1778 - Lodewijk Napoleon Bonaparte, vorst van het Koninkrijk Holland (1806-1810) (overleden 1846)
- 1792 - Vicente Ramón Roca, Ecuadoraans politicus (overleden 1858)
- 1796 - Jean-Baptiste Minne-Barth, Belgisch advocaat en burgemeester van Gent (overleden 1851)
- 1838 - Liliuokalani, koningin en de laatste monarch van het koninkrijk Hawaï (overleden 1917)
- 1839 - Henry George, Amerikaans politiek econoom (overleden 1897)
- 1853 - Wilhelm Ostwald, Lets-Duits scheikundige (overleden 1932)
- 1862 - Alphons Diepenbrock, Nederlands componist (overleden 1921)
- 1871 - Lodewijk Ernst Visser, Nederlands jurist en president van de Hoge Raad (overleden 1942)
- 1874 - Frans Drion, Nederlands Kamerlid (overleden 1948)
- 1877 - Frederick Soddy, Brits chemicus (overleden 1956)
- 1878 - Werner von Blomberg, Duits veldmaarschalk (overleden 1946)
- 1891 - Coenraad Lodewijk Walther Boer, Nederlands dirigent (overleden 1984)
- 1894 - Joseph Roth, Oostenrijks-Hongaars schrijver en journalist (overleden 1939)
- 1904 - Set Svanholm, Zweeds tenor (overleden 1964)
- 1907 - Helmut Hirsch, Duits historicus (overleden 2009)
- 1907 - Fritz Szepan, Duits voetballer (overleden 1974)
- 1911 - Floyd Council, Amerikaans bluesmuzikant (overleden 1976)
- 1912 - Johan Daisne, Belgisch schrijver (overleden 1978)
- 1913 - Bill Shankly, Schots voetballer en coach (overleden 1981)
- 1919 - Anne-Marie Blanc, Zwitsers film- en televisieactrice (overleden 2009)
- 1919 - Marge Champion, Amerikaans actrice en danseres (overleden 2020)
- 1919 - Lance Macklin, Brits autocoureur (overleden 2002)
- 1921 - Karel Colnot, Nederlands beeldend kunstenaar (overleden 1996)
- 1922 - Arthur Ashkin, Amerikaans natuurkundige en Nobelprijswinnaar (overleden 2020)
- 1924 - Daniel arap Moi, president van Kenia (overleden 2020)
- 1925 - Russ Conway, Brits pianist (overleden 2000)
- 1926 - Ibrahim Nasir, president van de Maldiven (overleden 2008)
- 1927 - Aggie van der Meer, Nederlands (Fries) (toneel)schrijfster, dichteres en activiste (overleden 2023)
- 1928 - Horace Silver, Amerikaans jazzpianist en -componist (overleden 2014)
- 1930 - IJf Blokker, Nederlands acteur en schrijver
- 1930 - Roger De Clercq, Belgisch veldrijder (overleden 2014)
- 1931 - Ken Colbung, West-Australisch leider van de Bibbulman Nyungah Aborigines (overleden 2010)
- 1931 - Pierre Huyskens, Nederlands journalist en schrijver (overleden 2008)
- 1932 - Jacques de Wit, Nederlands voetballer en voetbaltrainer (overleden 2023)
- 1933 - Mathieu Kérékou, president van Benin (overleden 2015)
- 1933 - Nienke Sikkema, Nederlands actrice
- 1934 - Allen Carr, Brits publicist (anti roken) (overleden 2006)
- 1935 - Yıldırım Akbulut, Turks premier (overleden 2021)
- 1935 - Marc Augé, Frans antropoloog (overleden 2023)
- 1935 - Vladimír Válek, Tsjechisch dirigent (overleden 2025)
- 1936 - François Bacqué, Frans nuntius in Nederland (overleden 2023)
- 1937 - Derek Fowlds, Brits acteur (overleden 2020)
- 1939 - Lianne Abeln, Nederlands zangeres
- 1939 - Henry Mintzberg, Canadees organisatiekundige
- 1940 - Jack White, Duits muziekproducent
- 1941 - Hans Bentzon, Nederlands voetballer (overleden 2021)
- 1942 - Frans Dieleman, Nederlands geograaf (overleden 2005)
- 1942 - Eric de Kuyper, Belgisch filmregisseur, filmtheoreticus en schrijver
- 1943 - Francisco Gil Diaz, Mexicaans econoom
- 1943 - Hans-Ulrich Grapenthin, Oost-Duits voetballer
- 1943 - Đorđe Novković, Kroatisch songwriter (overleden 2007)
- 1943 - Joe Simon, Amerikaans zanger (overleden 2021)
- 1944 - Johny Thio, Belgisch voetballer (overleden 2008)
- 1945 - Subhas Mungra, Surinaams diplomaat en politicus
- 1946 - Hubert Forstinger, Oostenrijks voetbalscheidsrechter
- 1946 - Billy Preston, Amerikaans musicus (overleden 2006)
- 1947 - Kevin Farrell, Iers kardinaal
- 1947 - Louis Michel, Waals politicus
- 1947 - Freddy Willockx, Belgisch politicus (overleden 2024)
- 1948 - Christa McAuliffe, Amerikaans lerares en astronaut (overleden 1986)
- 1948 - Eric Reygaert, Belgisch atleet
- 1949 - Hans-Hermann Hoppe, Duits econoom en politiek filosoof
- 1949 - Dries Visser, Nederlands voetballer (overleden 2006)
- 1949 - Albert West, Nederlands zanger (overleden 2015)
- 1950 - Nirmala Rambocus, Surinaams-Nederlands politicus
- 1951 - Anet Bleich, Nederlands journaliste, politicologe, columniste en publiciste
- 1951 - Mark Harmon, Amerikaans acteur
- 1952 - Jimmy Connors, Amerikaans tennisser
- 1953 - John Zorn, Amerikaans jazzmusicus en componist
- 1955 - Malcolm Holcombe, Amerikaans singer-songwriter (overleden 2024)
- 1955 - Florentsa Mihai, Roemeens tennisspeelster en tenniscoach (overleden 2015)
- 1957 - Ingrid Auerswald, Oost-Duits atlete
- 1958 - Marc Pinte Belgisch radiopresentator
- 1959 - Esther Oosterbeek, Nederlands zangeres (Dolly Dots) en visagiste
- 1960 - Ruth Jacott, Nederlands zangeres
- 1960 - Dag Lerner, Duits trancedj en -producer
- 1961 - Claude Puel, Frans voetballer en voetbalcoach
- 1961 - Carlos Valderrama, Colombiaans voetballer
- 1962 - Gilbert Bodart, Belgisch voetballer en voetbalcoach
- 1962 - Haris Škoro, Joegoslavisch-Bosnisch voetballer
- 1962 - Keir Starmer, Brits politicus
- 1963 - Stanislav Tsjertsjesov, Russisch voetballer en voetbalcoach
- 1964 - Jimmy Banks, Amerikaans voetballer (overleden 2019)
- 1964 - Keanu Reeves, Amerikaans acteur
- 1965 - Lennox Lewis, Brits-Canadees bokser
- 1966 - Salma Hayek, Mexicaans-Amerikaans actrice
- 1966 - Olivier Panis, Frans autocoureur
- 1967 - Andreas Möller, Duits voetballer
- 1967 - Ruggiero Rizzitelli, Italiaans voetballer
- 1968 - Mark Everett, Amerikaans atleet
- 1968 - Harumi Hiroyama, Japans atlete
- 1968 - Marcelo Pugliese, Argentijns atleet
- 1968 - Cynthia Watros, Amerikaans actrice
- 1969 - Robert Habeck, Duits politicus
- 1969 - Hisayasu Nagata, Japans politicus (overleden 2009)
- 1970 - Khalil Al Ghamdi, Saoedi-Arabisch voetbalscheidsrechter
- 1971 - Tom Steels, Belgisch wielrenner
- 1972 - Søren Colding, Deens voetballer
- 1973 - Matthew Dunn, Australisch zwemmer
- 1973 - Savo Milošević, Servisch voetballer
- 1973 - Olaf Pollack, Duits wielrenner
- 1973 - Mark Shield, Australisch voetbalscheidsrechter
- 1973 - Klaas Wels, Nederlands voetballer
- 1974 - Gijsbregt Brouwer, Nederlands langlaufer
- 1975 - Tim Beumers, Nederlands rapper
- 1975 - René Eisner, Oostenrijks voetbalscheidsrechter
- 1975 - Csaba Fehér, Hongaars voetballer
- 1975 - Tony Thompson, Amerikaans R&B- en soulzanger (overleden 2007)
- 1976 - Marchy Lee, Hongkongs autocoureur
- 1976 - Bernard Tchoutang, Kameroens voetballer
- 1977 - Rudy Aerts, Nederlands voetballer
- 1977 - Marek Mintál, Slowaaks voetballer
- 1978 - Pietie Coetzee, Zuid-Afrikaans hockeyster
- 1979 - Aleksandr Povetkin, Russisch bokser
- 1980 - Hiroki Yoshimoto, Japans autocoureur
- 1981 - Bart Dockx, Belgisch wielrenner
- 1982 - Shereefa Lloyd, Jamaicaans atlete
- 1983 - Chris Hordijk, Nederlands popzanger
- 1984 - Jaroslav Bába, Tsjechisch atleet
- 1984 - Nick Ingels, Belgisch wielrenner
- 1985 - Mark Otten, Nederlands voetballer
- 1986 - Gelson Fernandes, Zwitsers voetballer
- 1986 - Moses Kipsiro, Oegandees atleet
- 1986 - Willie Overtoom, Nederlands voetballer
- 1986 - Efrén Vázquez, Spaans motorcoureur
- 1987 - Scott Moir, Canadees kunstschaatser
- 1987 - Spencer Smith, Amerikaans drummer
- 1988 - Stijn Berben, Nederlands voetbalscheidsrechter
- 1988 - Dyantha Brooks, Nederlands televisiepresentatrice
- 1988 - Bastiaan Nagtegaal, Nederlands radio-dj
- 1989 - Richard Kilty, Brits atleet
- 1989 - Adam Kszczot, Pools atleet
- 1989 - Alexandre Pato, Braziliaans voetballer
- 1990 - Marcus Ericsson, Zweeds autocoureur
- 1990 - Charline Van Snick, Belgisch judoka
- 1991 - Sophie Ingle, Welsh voetbalster
- 1991 - Davy Pröpper, Nederlands voetballer
- 1991 - Gyasi Zardes, Amerikaans voetballer
- 1992 - Stephen Buyl, Belgisch voetballer
- 1992 - Ljuban Crepulja, Bosnisch-Kroatisch voetballer
- 1993 - Jaime Arrascaita, Boliviaans voetballer
- 1996 - Lucile Cypriano, Frans autocoureur
- 1996 - Nenah De Coninck, Belgisch atlete
- 1997 - Katie Drabot, Amerikaans zwemster
- 1998 - Nickeil Alexander-Walker, Canadees basketballer
- 1998 - Carter Bettles, Australisch wielrenner
- 1999 - Ella Toone, Engels voetbalster
- 2002 - Bradley Barcola, Frans voetballer
- 2002 - Minke Bisschops, Nederlands atlete
- 2004 - Reece Gold, Amerikaans autocoureur
- 2005 - Sente Sentjens, Belgisch wielrenner

## Overleden

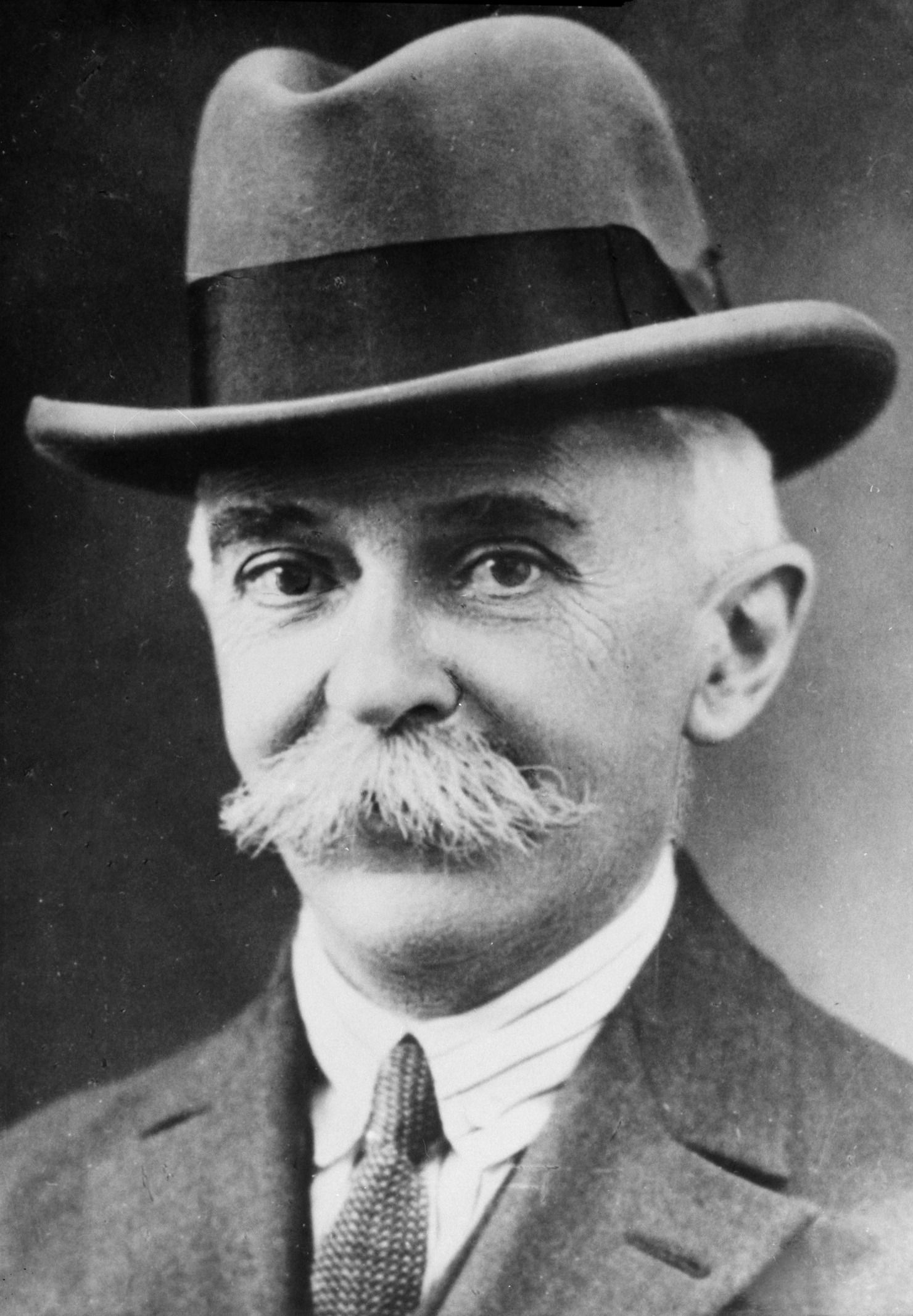
Pierre de Coubertin
overleden in 1937

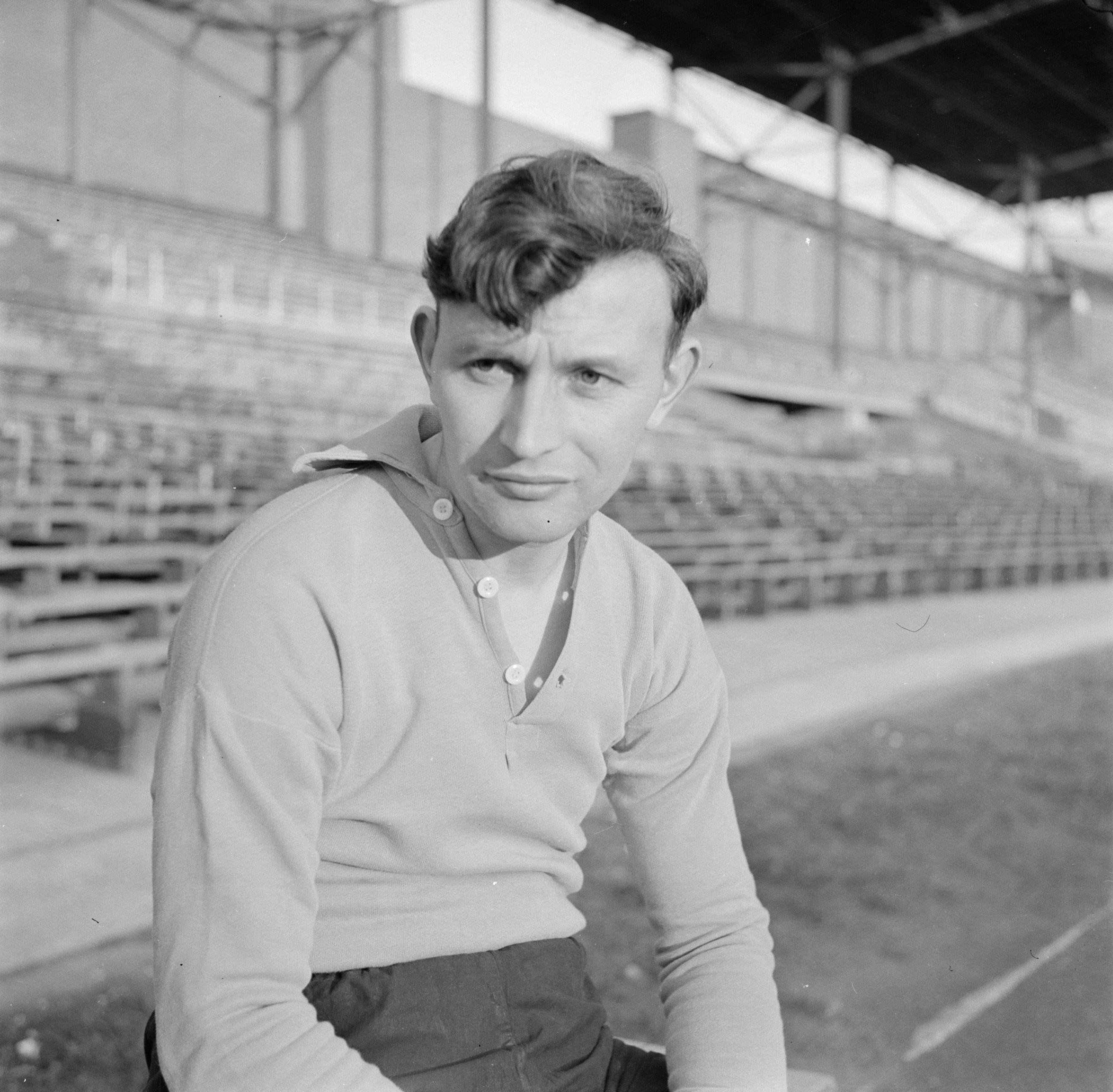
Abe Lenstra
overleden in 1985

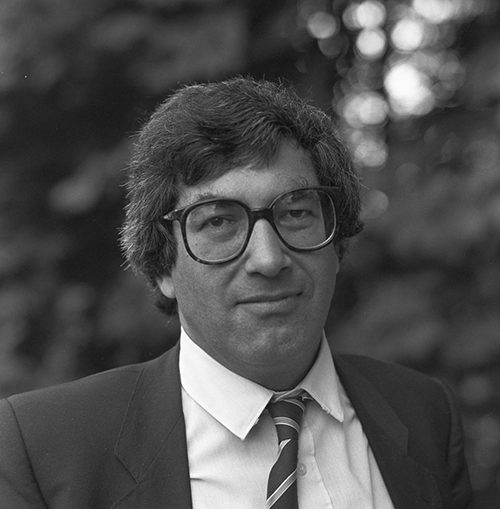
Joop van Tijn
overleden in 1997

- 421 - Constantius III, keizer van het West-Romeinse Rijk
- 1106 - Yusuf ibn Tashfin, leider van de Almoraviden
- 1274 - Prins Munetaka (31), Japans shogun
- 1397 - Francesco Landini (74), Italiaans componist
- 1691 - Shen Fu-Tsung (35/36), Chinees Mandarijn en jezuïet
- 1779 - Onno Zwier van Haren (66), Nederlands auteur
- 1803 - Eelco Napjus (74), Nederlands historicus
- 1817 - Andreas Bonn (79), Nederlands arts, anatoom en chirurg.
- 1820 - Jiaqing (59), Chinees keizer onder de Qing-dynastie (1796-1820)
- 1834 - Thomas Telford (77), Schots uitvinder
- 1857 - Martin Lichtenstein (77), Duits fysicus, onderzoeker en zoöloog
- 1865 - William Rowan Hamilton (60), wiskundige, natuurkundige en filosoof
- 1883 - Cromwell Fleetwood Varley (55), Engels elektrotechnicus
- 1909 - Louis Delacenserie (70), Belgisch architect
- 1910 - Henri Rousseau (66), Frans schilder
- 1918 - John Forrest (71), Australisch ontdekkingsreiziger, eerste premier van West-Australië en kabinetsminister in Australië's eerste federale regering
- 1925 - Johanna Bonger (62), Nederlands kunstverzamelaar
- 1937 - Pierre de Coubertin (74), Frans grondlegger van de moderne Olympische Spelen
- 1952 - Hans von Rosen (64), Zweeds ruiter
- 1963 - Fazlollah Zahedi (65/66), Iraans generaal en premier
- 1968 - Ernest Claes (84), Belgisch auteur
- 1969 - Hồ Chí Minh (79), Noord-Vietnamees president
- 1970 - Kees van Baaren (63), Nederlands componist
- 1973 - J.R.R. Tolkien (81), Brits schrijver
- 1984 - Ferenc Plattkó (84), Hongaars voetballer en voetbalcoach
- 1985 - Abe Lenstra (64), Nederlands voetballer
- 1989 - Anton Peters (65), Belgisch acteur
- 1990 - Piet Stalmeier (78), Nederlands componist, dirigent, organist en muziekpedagoog
- 1991 - Alfonso García Robles (80), Mexicaans diplomaat en Nobelprijswinnaar
- 1995 - Lenie Keller (70), Nederlands schoonspringster
- 1997 - Viktor Frankl (92), Oostenrijks neuroloog en psychiater
- 1997 - Joop van Tijn (58), Nederlands journalist
- 2000 - Heinz Harmel (94), Duits generaal
- 2001 - Christiaan Barnard (79), Zuid-Afrikaans hartchirurg
- 2002 - Ben Kahmann (88), Nederlands musicus en redemptorist
- 2006 - Bob Mathias (75), Amerikaans atleet en politicus
- 2007 - Pieter de Vink (65), Nederlands radio- en televisiejournalist en -presentator
- 2009 - Y.S. Rajasekhara Reddy (60), Indiaas politicus
- 2010 - Robert Garcia (72), Belgisch senator
- 2011 - Tony Corsari (84), Belgisch televisiepresentator en zanger
- 2012 - Jaap Scherpenhuizen (78), Nederlands politicus
- 2013 - Ronald Coase (102), Brits-Amerikaans econoom
- 2013 - Ricardo Elmont (58), Surinaams judoka
- 2013 - Frederik Pohl (93), Amerikaans schrijver en redacteur
- 2014 - Steven Sotloff (31), Amerikaans journalist (overlijden op 2 september bekend geworden)
- 2015 - Frans van Balkom (75), Nederlands voetballer en voetbaltrainer
- 2015 - Leen van der Meulen (77), Nederlands wielrenner
- 2015 - Gilbert Swimberghe (88), Belgisch kunstschilder
- 2016 - Islom Karimov (78), president van Oezbekistan
- 2016 - Daniel Willems (60), Belgisch wielrenner
- 2017 - Dick Bosschieter (77), Nederlands voetballer
- 2018 - Ian Lariba (23), Filipijns tafeltennisster
- 2019 - Gyoji Matsumoto (85), Japans voetballer
- 2020 - Anne Brasz-Later (114), oudste inwoner van Nederland
- 2020 - Kaing Guek Eav (77), Cambodjaans gevangenisdirecteur en oorlogsmisdadiger
- 2020 - David Graeber (59), Amerikaans antropoloog en anarchistisch activist
- 2020 - Ad Simonis (88), Nederlands kardinaal en aartsbisschop
- 2021 - Mikis Theodorakis (96), Grieks musicus en politicus
- 2022 - Mišo Cebalo (77), Kroatisch schaker
- 2022 - Frank Drake (92), Amerikaans astronoom en astrofysicus
- 2022 - Jan Krikken (78), Nederlands entomoloog
- 2022 - Fons Tans (74), Nederlands politicus

## Viering/herdenking

Nationale feestdag Vietnam

- in het verleden: Nationale feestdag: Sedantag in het Duitse Keizerrijk
- Nationale feestdag van Vietnam
- Rooms-katholieke kalender:
  - Heilige Justus van Lyon († 390)
  - Heilige Ingrid (Elovsdotter) († 1282)
  - Heilige Agricola van Avignon († c. 700)
  - Heilige Willem van Roskilde († 1067)
  - Heilige Valentinus van Straatsburg († 4e eeuw)
  - Heilige Eleazar Hogepriester († c. 1109-1100 v.Chr.)
  - Heilige Zeno van Nicomedië († 302)
  - Heiligen Bisschoppen van Rennes
  - Zalige Margriet van Leuven († 1225)

## Weerextremen

### Nederland
| | Officiële records | Officiële records | Officiële records |      | Landelijke records | Landelijke records | Landelijke records                    |
| Gebeurtenis | Jaar              | Extreem           | Locatie           | Jaar | Extreem            | Locatie            |                                       |
| --- | ----------------- | ----------------- | ----------------- | ---- | ------------------ | ------------------ | ------------------------------------- |
| Laagste etmaalgemiddelde temperatuur (°C) | 1912              | 10,2              | De Bilt           |      | 1909               | 10,1               | Maastricht                            |
| Hoogste etmaalgemiddelde temperatuur (°C) | 1903              | 21,4              | De Bilt           |      | 1906               | 23,2               | De Kooy                               |
| Laagste minimumtemperatuur (°C) | 1909              | 5,0               | De Bilt           |      | 2003 2020          | 4,1                | Twenthe Eelde                         |
| Hoogste minimumtemperatuur (°C) | 1902              | 16,4              | De Bilt           |      | 1926               | 18,5               | Vlissingen                            |
| Laagste maximumtemperatuur (°C) | 1912              | 13,4              | De Bilt           |      | 1912               | 13,4               | De Bilt                               |
| Hoogste maximumtemperatuur (°C) | 1903, 1911        | 29,2              | De Bilt           |      | 1911               | 32,4               | Maastricht                            |
| Hoogste uurgemiddelde windsnelheid (m/s) | 1917, 1944, 1951  | 10,8              | De Bilt           |      | 1944               | 20,1               | Vlissingen                            |
| Hoogste windstoot (m/s) | 1953              | 20,6              | De Bilt           |      | 2006               | 25,0               | Vlieland                              |
| Langste zonneschijnduur (uur) | 1903              | 13,5              | De Bilt           |      | 1903               | 13,5               | De Bilt                               |
| Langste neerslagduur (uur) | 1951              | 8,5               | De Bilt           |      | 1976               | 10,4               | Rotterdam                             |
| Hoogste etmaalsom van de neerslag (mm) | 1907              | 18,0              | De Bilt           |      | 1998               | 30,8               | Eindhoven                             |
| Laagste etmaalgemiddelde relatieve vochtigheid (%) | 2022              | 47                | De Bilt           |      | 2022               | 40                 | Maastricht                            |
| Laagste uurwaarde luchtdruk op zeeniveau (hPa) | 1988              | 991,5             | De Bilt           |      | 1988               | 989,4              | De Kooy                               |
| Hoogste uurwaarde luchtdruk op zeeniveau (hPa) | 2002              | 1031,2            | De Bilt           |      | 2002               | 1032,5             | Eelde, Hoorn Terschelling, Leeuwarden |
| Officiële records worden altijd gemeten op het KNMI-weerstation in De Bilt. Landelijke records kunnen worden gemeten op elk officieel KNMI-weerstation in Nederland. |                   |                   |                   |      |                    |                    |                                       |

Uitzonderlijke gebeurtenissen
- 1902 - Officieel hoogste minimumtemperatuur in °C van het jaar gemeten in De Bilt: 16,4
- 1903 - Officieel maandrecord langste zonneschijnduur in uren van september gemeten in De Bilt: 13,5. Samen met 1 september 1903
- 1903 - Landelijk maandrecord langste zonneschijnduur in uren van september gemeten in De Bilt: 13,5. Samen met 1 september 1903
- 1903 - Laatste officiële zomerse dag van het jaar (maximumtemperatuur ≥ 25 °C in De Bilt)
- 1903 - Laatste landelijke zomerse dag van het jaar gemeten in De Bilt (maximumtemperatuur ≥ 25 °C op een officieel weerstation)
- 1913 - Officieel hoogste minimumtemperatuur in °C van het jaar gemeten in De Bilt: 14,6
- 1975 - Laatste officiële zomerse dag van het jaar (maximumtemperatuur ≥ 25 °C in De Bilt)
- 1984 - Laatste officiële zomerse dag van het jaar (maximumtemperatuur ≥ 25 °C in De Bilt)

### België
Dagrecords
- 1888 - Laagste etmaalgemiddelde temperatuur 10 °C
- 1903 - Hoogste etmaalgemiddelde temperatuur 24,5 °C
- 1890 - Laagste minimumtemperatuur 5,6 °C
- 1911 - Hoogste maximumtemperatuur 32,2 °C
- 1951 - Hoogste etmaalsom van de neerslag 28,2 mm

Uitzonderlijke gebeurtenissen
- 1901 - Minimumtemperatuur van –2,6°C in Bernistap (Houffalize).
- 1902 - Tornado veroorzaakt een grote ravage in Kortemark, er zijn verschillende zwaargewonden. In Torhout ontstaat ook schade.

<< · 1 · 2 · 3 · 4 · 5 · 6 · 7 · 8 · 9 · 10 · 11 · 12 · 13 · 14 · 15 · 16 · 17 · 18 · 19 · 20 · 21 · 22 · 23 · 24 · 25 · 26 · 27 · 28 · 29 · 30 · >>